# Lesukonszkoje
Lesukonszkoje (oroszul: Лешуконское) falu Oroszország Arhangelszki területén, a Lesukonszkojei járás székhelye.
Lakossága: 4406 fő (a 2010. évi népszámláláskor).

## Fekvése
Az Arhangelszki terület északkeleti részén, Arhangelszktől 403 km-re, a Mezeny és a Vaska folyók találkozásánál terül el. Távol fekszik a fő közlekedési útvonalaktól és a vasúttól. A járás területének kb. 75%-át tajga borítja.

## Története
Korábbi neve Uszty-Vaska (jelentése 'Vaska-torkolat'). Feltételezik, hogy a falu talán a 14. század közepén keletkezett, akkor Novgorod városállam fennhatósága alatt állt. Régi iratok a 16. századtól tesznek említést a Mezeny mentén kialakult orosz településekről, amikor a terület már a moszkvai állam része volt. Az 1660-as évektől a 18. század végéig itt tartották évente a vidék nagy vásárát. 
A járást Lesukonszkoje székhellyel 1929-ben alakították meg. Az 1960-as évek végén elkezdődött a Karpogoriból Lesukonszkojeba irányuló vasútvonal építése, mely közvetlen összeköttetést teremtett volna Arhangelszkkel is, ám az építkezést később félbehagyták, és a Karpogorinál elkészült alig 40 km-es sínpár egy részét fel is szedték.